# 1948 dans les parcs de loisirs
| Années des parcs de loisirs : 1945 - 1946 - 1947 - 1948 - 1949 - 1950 - 1951    |
| Décennies des parcs de loisirs : 1910 - 1920 - 1930 - 1940 - 1950 - 1960 - 1970 |

## Parcs d'attractions

### Ouverture
- Myrtle Beach Pavilion ( États-Unis)

## Attractions

### Montagnes russes
| Nom                                  | Type/Modèle | Constructeur                  | Parc                    | Pays       |
| ------------------------------------ | ----------- | ----------------------------- | ----------------------- | ---------- |
| Comet                                | Bois        | Philadelphia Toboggan Company | Crystal Beach Park (en) | Canada     |
| Little Dipper Devenu Dipper en 1958. | Bois        | Philadelphia Toboggan Company | Kennywood               | États-Unis |
| Flying Coaster                       | Junior      |                               | Steeplechase Park       | États-Unis |
| Loopingbahn                          | Bois        |                               | Prater de Vienne        | Autriche   |
| Rocket                               | Bois        | Philadelphia Toboggan Company | Playland Park (en)      | États-Unis |

### Autres attractions
| Nom           | Type/Modèle     | Constructeur | Parc              | Pays       |
| ------------- | --------------- | ------------ | ----------------- | ---------- |
| Rowdy Rooters | Flying Scooters | Chambers     | Canobie Lake Park | États-Unis |